# János Czifra
János Czifra (* 24. Dezember 1951 in Budapest) war von 1989 bis 2022 Domkapellmeister am Dom zu Salzburg.

## Biographie
Czifra legte am Piaristen-Gymnasium in Budapest die Matura ab. Anschließend studierte er an der Technischen Universität Budapest Architektur und erwarb ein Diplom. Im Jahr 1977 erhielt er einen Studienplatz, an der Franz Liszt Musikakademie, für Chorleitung und Musikpädagogik. Zwei Jahre später gewann Czifra den ersten Preis des Chorleiterwettbewerbs dieser Hochschule; im Folgejahr beendete er seine Ausbildung in Budapest mit einem Diplom.
Nach seinem Diplom setzte Czifra seine Studien in der Dirigentenklasse von Gerhard Wimberger am Mozarteum in Salzburg fort. Nach seinem Diplomkonzert ging er 1982 zurück nach Budapest und arbeitete dort am Landestheater Győr. Zugleich war er in der Pfarre Szent Imre als Chorleiter sowie im Franziskanergymnasium in Szentendre als Musiklehrer tätig.
Im selben Jahr heiratete Czifra die Musikerin Regina Glaser, die als Harfenistin beim Ensemble von Tobias Reiser in Salzburg tätig ist. Noch im selben Jahr zog Czifra zu ihr und wurde Vater von vier Kindern. Zwischen 1983 und 2000 war er Kirchenmusikreferent der Erzdiözese Salzburg. Er absolvierte das Kirchenmusikstudium am Mozarteum, daneben arbeitete Czifra mit verschiedenen Ensembles.
Im Jahre 1987 übernahm Czifra die Leitung der Salzburger Dommusik, nach zwei Jahren ernannte man ihn definitiv zum Domkapellmeister, der Domchor und Domorchester leiten muss. Von 1989 bis 2004 dirigierte Czifra die Salzburger Liedertafel, wobei die künstlerischen Ziele dieser Tätigkeit auch ein jährlich aufzuführendes Oratorium beinhalteten.
Im Jahr 2002 wurde Czifra in die Europäische Akademie der Wissenschaften und Künste aufgenommen. Ferner erhielt er vom Bundespräsidenten den Berufstitel Professor.